# Digimon World 2
Digimon World 2 (デジモンワールド2, Dejimon Wārudo Tsu) é um jogo eletrônico de RPG de dungeon crawler desenvolvido pela Bandai Entertainment Company e publicado pela Bandai. Ele foi lançado no Japão em 27 de julho de 2000 e mundialmente no dia 19 de maio de 2001 para a plataforma PlayStation. É o segundo título principal da série World, uma subsérie de Digimon. Ele foi pensado como uma sequência com grandes mudanças em relação ao jogo anterior da subsérie, possuindo diferenças em termos de história e sistema de jogo.
A história se passa principalmente no Directory Continent, uma massa de terra muito grande no Mundo Digital e é o lar de Digimon e de uma raça digital de humanos. O continente está coberto de masmorras estranhas conhecidas como Holes (inglês: Domains) que se enterram profundamente na terra e estão cheias de Digimon selvagens e obstáculos como armadilhas e pântanos ácidos. Eles podem ser extremamente perigosos, e veículos chamados DigiBeetles foram desenvolvidos para atravessá-los. Akira, um humano que vive em Digital City, parte em uma jornada para tornar-se um Guard Tamer e lutar contra Digimon selvagens, encontrar pessoas importantes e derrotar Tamers pertencentes aos Blood Knights, uma equipe maligna que se revolta contra a Digital City há 30 anos e usa vários Digimon para causar problemas. O jogo apresenta um ambiente fechado de masmorras e um sistema de combate  baseado em turnos. A exploração do jogador nas masmorras envolve o DigiBeetle, um veículo digital equipado com vários canhões, armaduras, baterias e motores adicionais.
Digimon World 2 foi desenvolvido pela BEC, tendo como produtor Takayuki Shindo. Junto com Shindo, a equipe era formada pelo produtor executivo Shin Unozawa e os produtorer chefe Takashi Aoyama, e incluía como compositores Koji Yamada e Satoshi Ishikawa.
Digimon World 2  não foi bem recebido pela crítica Ocidental ao finalmente ser lançado; sua jogabilidade de combate, a interface e o projeto de mundo foram extremamente criticados, enquanto seu gráfico teve uma recepção um pouco mais mista. O jogo não conseguiu ser um sucesso comercial igual o seu antecessor, vendendo por volta de 580 mil unidades.

## Jogabilidade
Digimon World 2 é um RPG de dungeon crawler. O jogador explora vastos labirintos apelidados de "Domains", dentro de um tanque chamado "Digi-Beetle". Essas masmorras estão cheias de Digimon inimigos, que uma vez encontrados, desencadeiam uma batalha com a própria equipe de Digimon do jogador em um sistema de batalha semelhante a outros JRPGs tradicionais baseados em turnos. Os domains também contêm vários obstáculos e armadilhas, como minas terrestres, campos de energia chamados "Eletro-Esporos", pedras gigantes, pisos de ácido, baús de tesouro. A maioria das armadilhas pode ser descartada por itens que podem ser comprados em lojas encontradas ao longo do jogo, e Digimon inimigos podem ser aliados com itens de "presente". No entanto, o Digi-Beetle possui um estoque limitado, exigindo um gerenciamento cuidadoso dos itens. Normalmente, no final de cada Domain há um Chefe, seja um Digimon solitário, ou outro Tamer com uma equipe deles. Após derrotar o Chefe, o jogador pode sair do Domain por meio de um "Portal de Saída" encontrado próximo à localização do Chefe.
À medida que os Digimon do jogador crescem em níveis, eles são capazes de "digivolver" para formas mais novas e mais poderosas. O jogo contém quatro níveis de evolução, Rookie, Champion, Ultimate e Mega (Child, Adult, Perfect, Ultimate). O jogador também pode fazer uso da digievolução de DNA para fundir dois Digimon e criar um novo, que terá estatísticas mais altas e herdará todas as técnicas de seus pais. O progresso de cada Digimon é limitado por um limite de nível, após o qual eles não podem mais ganhar experiência, forçando o jogador a fazer uso da digievolução de DNA para aumentar os limites de nível de seu grupo.

## Recepção

### Crítica
Digimon World 2 recebeu uma pontuação total de 27 em 40 dos revisores da revista japonesa Famitsu. Ele ganhou uma pontuação média de 42 em 100 do site de resenhas agregadas Metacritic, que corresponde a "críticas geralmente desfavoráveis".